# هاريش كومار
هاريش كومار هو ممثل هندي، ولد في 14 أغسطس 1975 في الهند.

## وصلات خارجية
- هاريش كومار على موقع IMDb (الإنجليزية)
- هاريش كومار على موقع قاعدة بيانات الفيلم (الإنجليزية)